# Prosopocera pyrgopolynica
Prosopocera pyrgopolynica là một loài bọ cánh cứng trong họ Cerambycidae.